# 2C-E
A 2C-E (2,5-dimetoxi-4-etil-fenetilamin) pszichedelikus drog, a fenetilamin családból, Alexander Shulgin szintetizálta először. A PiHKAL c. könyvben publikálták 1991-ben. Előfordulása mikrokristályos fehér por, kikapszulázva, ritkán tablettába préselve.
Az átlagos dózisa 10–20 mg közé esik orálisan fogyasztva. Orrba szívva jóval kisebb mennyiség elegendő (5 mg-nál általában kevesebb). Ez a fogyasztási mód rendkívül kellemetlen, maró és keserű érzést okoz akár több mint 10 perc hosszan. Célszerű 1-2mg os darabokban szippantani, a két orrnyílásba felváltva, és megvárni míg elmúlik a csípő érzés. Shulgin a 2C-E-t a „Varázslatos Féltucat” csoportba sorolta a PiHKAL-ban (Phenethylamines i Have Known And Loved). A legtöbb beszámoló tanúsága szerint a 2C-E tudati hatása leginkább a többi pszichedelikus fenetilaminhoz hasonló, de jóval intenzívebb, ugyanakkor sokkal barátságosabb és jobban kezelhető. Közben a használó ha akar, tud teljesen tisztán és józanul is gondolkodni.
Az élénk vizuális hatásai leginkább az LSD-ére emlékeztetnek.
Alkohollal (etanol) nem ajánlott keverni, leginkább mert erősíti az émelygést és módosítja a felszívódást a gyomorból.

## Tulajdonságai
A 2,5-dimetoxi-4-etilfenetilamin színtelen olaj. Kristályos formában sóként állítják elő, a szabad bázist ásványi savval,  általában hidrogén-kloriddal reagáltatják.
Shulgin nem adja a meg pontos forráspontját a szabad bázisnak, csak a szintézis során desztillált frakció hőmérsékletét adja meg. 90-100 °C között, 0,25 mmHg nyomáson szedte az anyagot és állította elő a hidroklorid sóját. A hidroklorid só olvadáspontja 247-249°C.

## Fordítás
- Ez a szócikk részben vagy egészben  a(z)   2C-E című angol Wikipédia-szócikk fordításán alapul.  Az eredeti cikk szerkesztőit annak laptörténete sorolja fel. Ez a jelzés csupán a megfogalmazás eredetét és a szerzői jogokat jelzi, nem szolgál a cikkben szereplő információk forrásmegjelöléseként. Az angol cikkben ez látható felül: